# USS Bluefish (SS-222)
USS Bluefish (SS-222) — підводний човен військово-морських сил США типу «Гато», котрий взяв участь у бойових діях Другої Світової війни.
Човен спорудила компанія General Dynamics Electric Boat на верфі у Гротоні, штат Коннектикут. 13 липня 1943-го Bluefish покинув Нью-Лондон (Коннектикут) та 21 серпня 1943-го прибув до бази американських підводних човнів у Брисбені на східному узбережжі Австралії.

## Походи
Всього човен здійснив дев'ять бойових походів

### 1-й похід
9 вересня 1943-го Bluefish вирушив на патрулювання у водах південно-східних морів Індонезії. 25 вересня південніше від Макасару у морі Форес він у двох атаках випустив десять торпед та, за даними власного спостереження, досяг трьох попадань. Поява патрульного літака змусила Bluefish зануритись, а коли човен сплив, то зміг побачити лише корабель ескорту, що дало підстави претендувати на потоплення транспортного судна. Втім, вважається, що це був той самий транспорт «Акасі-Мару», який Bluefish атакував та потопив через три доби у восьми сотнях кілометрів на схід, в морі Банда. У проміжках між цими подіями Bluefish південніше від Целебесу знищив міноносець «Касасагі». 4 жовтня Bluefish прийшов до Фрімантлу на західному узбережжі Австралії.

### 2-й похід
26 жовтня 1932-го човен вийшов на патрулювання у Південнокитайському морі. 8 листопада за п'ять з половиною сотень кілометрів на північний захід від Маніли він атакував конвой та потопив танкер. 18 листопада, вже при поверненні на базу, Bluefish у морі Сулавесі за сто тридцять кілометрів на південний схід від Голо потопив есмінець «Санає» та пошкодив однією торпедою ескортований ним транспорт (судно для перевезення нафти) «Ондо». Далі по пошкодженому судну випустили дві останні торпеди, проте не досягли влучань. Коли ж на Bluefish вирішили добити «Ондо» артилерією, то потрапили під вогонь у відповідь та припинили атаку («Ондо» загине у гавані Маніли в листопаді 1944-го під час атаки авіаносної авіації). У підсумку Bluefish прибув до Фрімантлу після 32 діб походу.

### 3-й похід
Наприкінці грудня 1943-го човен вийшов на бойове патрулювання у Південнокитайському морі. Ще на шляху туди, 30 грудня, він у протоці Карімата (веде із Яванського до Південнокитайського моря) потопив танкер. 3 січня 1944-го Bluefish провів мінну постановку біля східного узбережжя Малаї, а наступної доби в районі за три з половиною сотні кілометрів північніше від островів Ріау (та на такій же відстані від узбережжя В'єтнаму) разом з іншим підводним човном Rasher атакував конвой і потопив танкер. У підсумку Bluefish прибув до Фрімантлу після 27 діб походу.

### 4-й похід
Тривав 58 діб, з лютого по квітень 1944-го, після чого човен в черговий раз повернувся до Фрімантлу. На початку березня у Південнокитайському морі за півтори сотні кілометрів на північ від островів Ріау Bluefish потопив танкер.

### 5-й похід
Почався у травні 1944-го та тривав 53 дні. При цьому перша частина походу була пов'язаною із запланованим на 17 травня ударом авіаносного з'єднання по Сурабаї. На випадок можливої японської контратаки на кількох виходах із внутрішніх морів Індонезії до Індійського океану розгорнули цілий ряд підводних човнів, зокрема, Bluefish з 13 травня до ночі на 16 травня перебував південніше від протоки Ломбок (розділяє острови Балі та Ломбок), а з 17 по 20 травня чергував південніше від протоки Балі (між Явою та Балі). Далі човен вирушив для дій проти ворожого судноплавства. У середині червня в морі Сулавесі за сто тридцять кілометрів на південний схід від острова Таракан він потопив вантажне судно, а за кілька діб вже на південному виході з Макасарської протоки здобув перемогу над ще одним транспортом. У підсумку Bluefish повернувся до Фрімантлу.

### 6-й похід
Почався у травні 1944-го та тривав 54 дні. 14 серпня біля острова Голо (Південнокитайське море за сотню кілометрів на південний захід від Маніли) Bluefish потопив танкер, який за дві доби до того вже був пошкоджений іншим підводним човном Puffer. Через кілька діб за сто сорок кілометрів на північний захід від затоки Лінгаєн (північна частина острова Лусон) Bluefish атакував конвой HI-71 і потопив належний до японського ВМФ танкер/гідроавіаносець «Хаясуй». Також Bluefish приписують пошкодження судна «Ава-Мару» зі складу того ж конвою, проте інші джерела відносять цю атаку на рахунок Redfish (у підсумку «Ава-Мару» все-таки буде потоплена американським підводним човном, але в квітні 1945-го). По завершенні патрулювання Bluefish прибув до Перл-Гарбору, після чого вирушив для проведення ремонту

### 7-й похід
Почався у Перл-Гарборі в лютому 1945-го та тривав 42 дні. На цей раз Bluefish безрезультатно патрулював біля узбережжя Японії. У підсумку човен повернувся на Гаваї.

### 8-й похід
Почався у Перл-Гарборі в квітні 1945-го та тривав 38 днів. Bluefish не зміг збільшити свій бойовий рахунок, а завершальним пунктом походу став Фрімантл.

### 9-й похід
Почався в червні 1945-го та тривав 33 дні. 9 липня у Південно-Китайському морі між Сінгапуром та островами Ріау човен знищив мисливець за підводними човнами № 2. А 14 липня в районі за дві сотні кілометрів на північний схід від островів Ріау Bluefish потопив японську субмарину I-351.

## Спеціальні завдання
11 вересня 1943-го човен провів фоторозвідку гавані та міста Ділі на острові Тимор.

## Післявоєнна доля
У лютому 1947-го човен вивели в резерв.
В 1952—1953 роках Bluefish ніс службу у складі Атлантичного флоту після чого повторно був виведений у резерв.
8 червня 1960-го човен продали на злам.

## Бойовий рахунок
| Дата       | Назва                        | Тип                             | Тоннаж | Місце            |
| 26.09.1943 | Касасагі                     | міноносець                      | 595    | 5°50'S 121°57'E  |
| 28.09.1943 | Акасі-Мару                   | вантажне                        | 3227   | 6°11'S 126°0'E   |
| 08.11.1943 | Кьокуєй Мару                 | танкер                          | 10570  | 16°44'N 116°22'E |
| 19.11.1943 | Санає                        | ескадрений міноносець           | 820    | 4°52'N 122°7'E   |
| 30.12.1943 | Ічію-Мару                    | танкер                          | 5061   | 2°45'S 109°10'E  |
| 04.01.1944 | Хакко Мару                   | танкер                          | 6046   | 7°10'N 108°25'E  |
| 04.03.1944 | Омінесан Мару                | танкер                          | 10536  | 5°32'N 109°9'E   |
| 16.06.1944 | Нансін-Мару                  | вантажо-пасажирське             | 1422   | 2°28'N 118°9'E   |
| 21.06.1944 | Канан-Мару                   | вантажне                        | 3312   | 4°4'S 116°45'E   |
| 14.08.1944 | Сінпо Мару (разом із Puffer) | танкер                          | 5135   | 13°17'N 120°7'E  |
| 19.08.1944 | Хаясуй                       | танкер                          | 6500   | 17°34'N 119°24'E |
| 09.07.1945 | Мисливець № 50               | мисливець за підводними човнами | 100    | 2°13'N 105°3'E   |
| 14.07.1945 | I-351                        | підводний човен                 | 2650   | 4°30'N 110°0'E   |